# Hoofdklasse hockey dames 2013/14
Het seizoen 2013/14 is de 33ste editie van de Nederlandse dameshoofdklasse hockey. De reguliere competitie ging van start op zondag 8 september 2013 en eindigde op zondag 30 maart 2014. Het vroege einde van de competitie had vooral te maken met het WK hockey in Den Haag dat eind mei begon. Aansluitend aan het eind van de reguliere competitie volgen de play-offs om het landskampioenschap en promotie/degradatie.
Den Bosch werd landskampioen door in de finale met de kampioen van de reguliere competitie SCHC af te rekenen. Daarvoor, op 21 maart 2014 viel het doek definitief voor HIC. Met slechts twee gelijke spelen als resultaat dit seizoen degradeerde de Amstelveense ploeg weer naar de Overgangsklasse. In de nacompetitie daalde ook Nijmegen af naar een niveau lager.

## Clubs
De clubs die dit seizoen aantreden:
| Club               | Stad              | Accommodatie                | Coach                |
| ------------------ | ----------------- | --------------------------- | -------------------- |
| Amsterdamsche H&BC | Amsterdam         | Wagener-stadion             | Alyson Annan         |
| HC Den Bosch       | 's-Hertogenbosch  | Sportpark Oosterplas        | Raoul Ehren          |
| hdm                | Den Haag          | Sportpark Duinzigt          | Erik van Driel       |
| HIC                | Amstelveen        | Sportpark Escapade          | Gilles van Hesteren  |
| Hurley             | Amsterdam         | Sportpark Amsterdamse Bos   | Rick Mathijssen      |
| HC Kampong         | Utrecht           | Sportpark Maarschalkerweerd | Stijn van Roosendaal |
| Larense MHC        | Laren             | Sportpark Eemnesserweg      | Etienne Spee         |
| MOP                | Vught             | Sportpark Bergenshuizen     | Toon Siepman         |
| NMHC Nijmegen      | Nijmegen          | Sportpark d'Almarasweg      | Roy Bax              |
| Oranje Zwart       | Eindhoven         | Sportpark Aalsterweg        | Kai de Jager         |
| Pinoké             | Amsterdam         | Sportpark Amsterdamse Bos   | Maarten Stenvers     |
| SCHC               | De Bilt/Bilthoven | Sportpark Kees Boekelaan    | Janneke Schopman     |

## Ranglijst

### Eindstand
Bijgewerkt t/m 30 maart 2014
|         | pos | club         | gs | w  | g | v  | pnt | dv | dt | ds  |
| ------- | --- | ------------ | -- | -- | - | -- | --- | -- | -- | --- |
| Stabiel | 1.  | SCHC         | 22 | 16 | 4 | 2  | 52  | 71 | 21 | +50 |
| Stabiel | 2.  | Den Bosch    | 22 | 16 | 3 | 3  | 51  | 84 | 25 | +59 |
| Stabiel | 3.  | Amsterdam    | 22 | 14 | 5 | 3  | 47  | 68 | 26 | +42 |
| Stabiel | 4.  | Laren        | 22 | 13 | 4 | 5  | 43  | 57 | 29 | +28 |
| Stabiel | 5.  | Hurley       | 22 | 10 | 4 | 8  | 34  | 47 | 38 | +9  |
| Stabiel | 6.  | MOP          | 22 | 10 | 1 | 11 | 31  | 38 | 50 | -12 |
| Stabiel | 7.  | Kampong      | 22 | 9  | 4 | 9  | 31  | 40 | 36 | +4  |
| Stabiel | 8.  | Oranje Zwart | 22 | 8  | 6 | 8  | 30  | 58 | 44 | +14 |
| Stabiel | 9.  | hdm          | 22 | 8  | 4 | 10 | 28  | 40 | 64 | -24 |
| Stabiel | 10. | Pinoké       | 22 | 3  | 4 | 15 | 13  | 19 | 55 | -36 |
| Stabiel | 11. | Nijmegen     | 22 | 2  | 5 | 15 | 11  | 22 | 73 | -51 |
| Stabiel | 12. | HIC          | 22 | 0  | 2 | 20 | 2   | 14 | 97 | -83 |

### Legenda
| Kleur | Kwalificatie voor                                                           |
| ----- | --------------------------------------------------------------------------- |
|       | Landskampioen na play-offs, plaatsing EuroHockey Club Champions Cup         |
|       | Eerste plaats reguliere competitie, plaatsing EuroHockey Club Champions Cup |
|       | Play-offs om het landskampioenschap                                         |
|       | Play-offs tegen degradatie naar de overgangsklasse                          |
|       | Degradatie naar de overgangsklasse na verlies in de Play-offs               |
|       | Degradatie naar de overgangsklasse                                          |

Informatie: Wanneer de kampioen van de reguliere competitie ook 
landskampioen wordt na play-offs dan gaat het tweede Europese ticket
naar de verliezend finalist van die play-offs.

## Topscorers
Bijgewerkt t/m 30 maart 2014
| pos | Speler             | Club         | tot.' | vd' | sc' | sb' |
| --- | ------------------ | ------------ | ----- | --- | --- | --- |
| 1.  | Maartje Paumen     | Den Bosch    | 29    | 1   | 24  | 4   |
| 2.  | Caia van Maasakker | SCHC         | 20    | 1   | 19  | 0   |
| 3.  | Tina Bachmann      | Oranje Zwart | 19    | 0   | 16  | 3   |
| 4.  | Roos Drost         | SCHC         | 16    | 13  | 2   | 1   |
| 5.  | Eva de Goede       | Amsterdam    | 15    | 3   | 11  | 1   |
| 6.  | Pien van Nes       | hdm          | 14    | 0   | 13  | 1   |
| 7.  | Kelly Jonker       | Amsterdam    | 13    | 12  | 1   | 0   |
| 8.  | Sabine Mol         | Den Bosch    | 12    | 12  | 0   | 0   |
| "   | Julia Müller       | Kampong      | 12    | 1   | 8   | 3   |
| "   | Lieke van Wijk     | MOP          | 12    | 0   | 11  | 1   |

## Play-offs kampioenschap
Na de reguliere competitie wordt het seizoen beslist door middel van play-offs om te bepalen wie zich kampioen van Nederland mag noemen. De nummer 1 neemt het hierin op tegen de nummer 4 en de nummer 2 neemt het op tegen de nummer 3. Vervolgens spelen de winnaars in de finale om het landskampioenschap.
Geplaatste clubs
| #  | Club      |
| -- | --------- |
| 1. | SCHC      |
| 2. | Den Bosch |
| 3. | Amsterdam |
| 4. | Laren     |

### Halve finales
1e wedstrijd
| 5 april 2014 12:30 UTC+2 |                  |                   |                                                                               |
| Laren                    | 0 - 1 (0 - 1)    | SCHC              | Sportpark Eemnesserweg, Laren Scheidsrechters: Lisette Feuth Fanneke Alkemade |
|                          | Wedstrijdverslag | 12' Maike Stöckel | Sportpark Eemnesserweg, Laren Scheidsrechters: Lisette Feuth Fanneke Alkemade |

| 5 april 2014 12:30 UTC+2     |                  |                  | |
| Amsterdam                    | 2 - 1 (0 - 0)    | Den Bosch        | Wagener-stadion, Amstelveen Scheidsrechters: Karen Dollé Leon Rutten (verving Mirjam Wessel na warming-up) |
| 38(sc)', 60 (sc)' Ellen Hoog | Wedstrijdverslag | 46' Lieke Hulsen | Wagener-stadion, Amstelveen Scheidsrechters: Karen Dollé Leon Rutten (verving Mirjam Wessel na warming-up) |

2e wedstrijd
| 6 april 2014 12:30 UTC+2                           |                  |           |                                                                                                 |
| Den Bosch                                          | 3 - 0 (2 - 0)    | Amsterdam | Sportpark Oosterplas, 's-Hertogenbosch Scheidsrechters: Caroline Brunekreef Pim van der Bruggen |
| 2', 7 (sc)' Lidewij Welten 43 (sc)' Maartje Paumen | Wedstrijdverslag |           | Sportpark Oosterplas, 's-Hertogenbosch Scheidsrechters: Caroline Brunekreef Pim van der Bruggen |

| 6 april 2014 12:30 UTC+2                                                 |                  |                                             |                                                                                    |
| SCHC                                                                     | 3 - 3 (2 - 0)    | Laren                                       | Sportpark Kees Boekelaan, Bilthoven Scheidsrechters: Ymkje van Slooten Thijs Retra |
| 13' Claire Verhage 32 (sc)' Carlien Dirkse van den Heuvel 60' Roos Drost | Wedstrijdverslag | 41 (sc)', 69' Willemijn Bos 62' Kim Lammers | Sportpark Kees Boekelaan, Bilthoven Scheidsrechters: Ymkje van Slooten Thijs Retra |

### Finale kampioenschap
1e wedstrijd
| 12 april 2014 12:00 UTC+2                                                           |                  |                                           |                                                                                      |
| Den Bosch                                                                           | 4 - 2 (2 - 2)    | SCHC                                      | Sportpark Oosterplas, 's-Hertogenbosch Scheidsrechters: Maarten Boxma Claire Druijts |
| 8' Lidewij Welten 19 (sc)' Maartje Paumen 44' Maartje Krekelaar 68' Maartje Goderie | Wedstrijdverslag | 1' Maike Stöckel 33 (sc)' Renske Siersema | Sportpark Oosterplas, 's-Hertogenbosch Scheidsrechters: Maarten Boxma Claire Druijts |

2e wedstrijd
| 13 april 2014 12:00 UTC+2 |                  |                         |                                                                                           |
| SCHC                      | 2 - 1 (0 - 0)    | Den Bosch               | Sportpark Kees Boekelaan, Bilthoven Scheidsrechters: Caroline Brunekreef Fanneke Alkemade |
| 40', 66' Claire Verhage   | Wedstrijdverslag | 58 (sc)' Maartje Paumen | Sportpark Kees Boekelaan, Bilthoven Scheidsrechters: Caroline Brunekreef Fanneke Alkemade |

Den Bosch wint. Totaalstand 5-4.

## Promotie/degradatie play-offs
Nummer 11 Nijmegen speelde tegen de vice-kampioen van de Overgangsklasse Bloemendaal en nummer 10 Pinoké speelde tegen de beste nummer 2 uit de klasse lager Tilburg.
Play outs 11de/Vice-kampioen Overgangsklasse
| Datum              | Wedstrijd              | Uitslag       | Scoreverloop                                                                 | Scheidsrechters            |
| ------------------ | ---------------------- | ------------- | ---------------------------------------------------------------------------- | -------------------------- |
| 21 mei 2014, 20:30 | Bloemendaal - Nijmegen | 1 - 0 (0 - 0) | 68. Joelle Ketting 1-0                                                       | R.F. Crane B. van Loon     |
| 24 mei 2014, 12:00 | Nijmegen - Bloemendaal | 1 - 3 (1 - 0) | 15. Simons 1-0, 46. Oosterveer 1-1, 59. Goeman Borgesius 1-2, 64. Florie 1-3 | G. van 't Hof J. de Keizer |

Play outs 10de/Beste 2de Overgangsklasse
| Datum              | Wedstrijd        | Uitslag       | Scoreverloop                                                                                      | Scheidsrechters           |
| ------------------ | ---------------- | ------------- | ------------------------------------------------------------------------------------------------- | ------------------------- |
| 21 mei 2014, 20:30 | Tilburg - Pinoké | 3 - 1 (1 - 1) | 1-0 Maxime Westerdorp, 1-1 Ginella Zerbo, 2-1 Lisa de Graaf, 3-1 Lisa de Graaf                    | K. Dollé P.H. Kraaijeveld |
| 24 mei 2014, 12:00 | Pinoké - Tilburg | 4 - 0 (3 - 0) | 5. Sierou Frankema 1-0 (sc), 7. Ginella Zerbo 2-0, 16. Sierou Frankema 3-0, 68. Tessa Schwarz 4-0 | X. Damen M. van den Tweel |
| 25 mei 2014, 12:00 | Tilburg - Pinoké | 0 - 3 (0 - 2) | 0-1 Sierou Frankema (sc), 0-2 Bo Peijs, 0-3 Ginella Zerbo                                         | F. Alkemade W.M. Sinnige  |

Bloemendaal promoveert naar en Pinoké blijft in de Hoofdklasse. Nijmegen is gedegradeerd.
Nederlands landskampioenschap

1921/22 ·
1922/23 ·
1923/24 ·
1924/25 ·
1925/26 ·
1926/27 ·
1927/28 ·
1928/29 ·
1929/30 ·
1930/31 ·
1931/32 ·
1932/33 ·
1933/34 ·
1934/35 ·
1935/36 ·
1936/37 ·
1937/38 ·
1938/39 ·
1939/40 ·
1940/41 ·
1941/42 ·
1942/43 ·
1943/44 ·
1944/45 ·
1945/46 ·
1946/47 ·
1947/48 ·
1948/49 ·
1949/50 ·
1950/51 ·
1951/52 ·
1952/53 ·
1953/54 ·
1954/55 ·
1955/56 ·
1956/57 ·
1957/58 ·
1958/59 ·
1959/60 ·
1960/61 ·
1961/62 ·
1962/63 ·
1963/64 ·
1964/65 ·
1965/66 ·
1966/67 ·
1967/68 ·
1968/69 ·
1969/70 ·
1970/71 ·
1971/72 ·
1972/73 ·
1973/74 ·
1974/75 ·
1975/76 ·
1976/77 ·
1977/78 ·
1978/79 ·
1979/80 ·
1980/81
Hoofdklasse dames

1981/82 · 
1982/83 · 
1983/84 · 
1984/85 · 
1985/86 · 
1986/87 · 
1987/88 · 
1988/89 · 
1989/90 · 
1990/91 · 
1991/92 · 
1992/93 · 
1993/94 · 
1994/95 · 
1995/96 · 
1996/97 · 
1997/98 · 
1998/99 · 
1999/00 · 
2000/01 · 
2001/02 · 
2002/03 · 
2003/04 · 
2004/05 · 
2005/06 · 
2006/07 · 
2007/08 · 
2008/09 · 
2009/10 · 
2010/11 · 
2011/12 · 
2012/13 ·
2013/14 ·
2014/15 ·
2015/16 ·
2016/17 ·
2017/18 ·
2018/19 ·
2019/20 ·
2020/21 ·
2021/22 ·
2022/23 ·
2023/24 ·
2024/25 ·
Nederlandse competities: Hoofdklasse (zaal) · Promotieklasse · Overgangsklasse · Eerste klasse · Tweede klasse · Derde klasse · Vierde klasse · Gold Cup · Silver Cup

Nederlands kampioenschap: Lijst van Nederlandse landskampioenen hockey · Lijst van Nederlandse landskampioenen zaalhockey

Europese competities: Euro Hockey League · Europacup I · Europa Cup II · Europacup zaalhockey